# Trioxys latgei
Trioxys latgei är en stekelart som beskrevs av Jaroslav Stary och Remaudiere 1977. Trioxys latgei ingår i släktet Trioxys och familjen bracksteklar. Inga underarter finns listade i Catalogue of Life.